# Erich Staudt

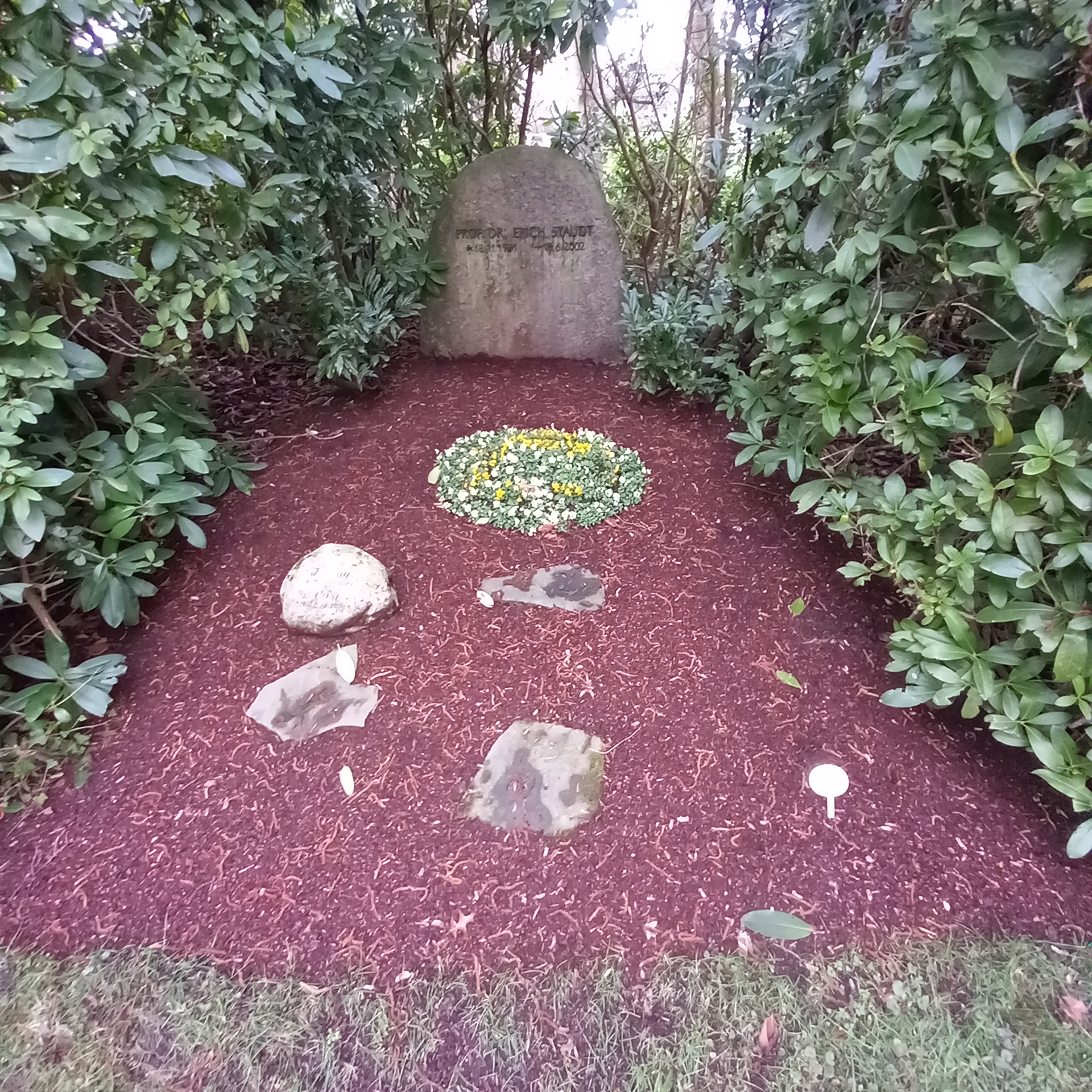
Grab von Erich Stauft auf dem Friedhof Bredeney in Essen

Erich Staudt (* 18. November 1941 in Miltenberg; † 18. Juni 2002) war ein deutscher Wirtschaftswissenschaftler.

## Leben
Er studierte Physik in Mainz und wurde 1973 zum Dr. rer. pol. an der Wirtschafts- und Sozialwissenschaftlichen Fakultät der Friedrich-Alexander-Universität Erlangen-Nürnberg promoviert. In Erlangen habilitierte er sich 1978 für das Fach Betriebswirtschaftslehre. 1978 wurde er Lehrstuhlinhaber für Betriebswirtschaftslehre an der Universität Duisburg. 1986 folgte er dem Ruf auf den Lehrstuhl für Arbeitsökonomie am neu gegründeten Institut für Arbeitswissenschaft der Ruhr-Universität Bochum.
Staudt beschäftigte sich insbesondere mit Fragestellungen des Innovationsmanagements, der Weiterbildung, dem Facilitymanagement und der Unternehmensführung. Er wurde mit dem Georg-Schulhoff-Preis (1994) und dem Bundesverdienstkreuz 1. Klasse ausgezeichnet.

## Schriften (Auswahl)
- Struktur und Methoden technologischer Voraussagen. Beitrag zu einer allgemeinen Planungstheorie. Göttingen 1974, ISBN 3-525-12551-8.
- mit Bernd Kriegesmann und Markus Thomzik: Facility-Management. Der Kampf um Marktanteile beginnt. Frankfurt am Main 1999, ISBN 3-933180-13-9.
- mit Marcus Kottmann: Employability von Naturwissenschaftlern und Ingenieuren. Herausforderungen an die Kompetenzentwicklung in dynamischen Wirtschaftsbereichen. Aufgezeichnet am Beispiel der Chemiker. Bochum 1999, ISBN 3-928854-15-1.
- mit Marcus Kottmann: Deutschland gehen die Innovatoren aus. Zukunftsbranchen ohne Zukunft?. Frankfurt am Main 2001, ISBN 3-933180-88-0.